# Guri Kólossov
Guri Kólossov (rus: Гурий Васильевич Колосов)  (Ust, 12 d'agost de 1867 (Julià) - Sant Petersburg, 7 de novembre de 1936) va ser un matemàtic rus.

## Vida i obra
Després de fer els estudis secundaris a Sant Petersburg, el 1885 es va matricular a la universitat de Sant Petersburg per estudiar física i matemàtiques. El 1889 es va graduar amb una tesi sobre la torsió dels prismes dirigida pel físic Dmitri Bobilev qui el va recomanar que continués estudis per a ser professor.
En obtenir el títol de professor va ser nomenat professor ajudant a la universitat de Iúriev (actualment Tartu, Estònia), en la que romandrà fins al 1913, participant activament en la recerca sobre la dinàmica dels cossos sòlids, i preparnt la seva tesi doctoral que defensarà el 1909 davant el catedràtic Vladimir Steklov. El 1913 va retornar a Sant Petersburg com a professor de l'Institut Electrotècnic de Sant Petersburg. El 1914, en retirar-se Bobilev, passarà a ocupar el seu càrrec de cap de departament de mecànica de la universitat de Sant Petersburg, càrrec que va mantenir la resta de la seva vida.
El treball més original de Kólossov va ser un article de 1909 en el qual en aplicar la teoria de les funcions de variable complexa a la teoria de l'elasticitat, va descobrir la funció integral representativa de l'elasticitat. Durant els anys successius va continuar la recerca en aquest camp amb la col·laboració del seu deixeble Níkoloz Muskhelixvili.